# Alexandre Aksakof
Pour les articles homonymes, voir Aksakof.
Alexandre Aksakof (en russe : Александр Николаевич Аксаков, Aleksandr Nikolaïevitch Aksakov ; 1832-1903), est un auteur russe connu pour ses observations menées sur des médiums et pour son analyse des phénomènes liés au spiritisme, au XIXe siècle.
Il publia le résultat de ses travaux à Leipzig, en 1890, sous le titre : Animismus und Spiristismus (Animisme et Spiritisme).
Les principaux chapitres sont :
- Matérialisation d'objets échappant à la perception par les sens
- Matérialisation et dématérialisation d'objets accessibles à nos sens
- Démonstration du caractère non hallucinatoire d'une matérialisation
- De la nature de l'agent intelligent qui se manifeste dans les phénomènes du spiritisme
- L'hypothèse des esprits

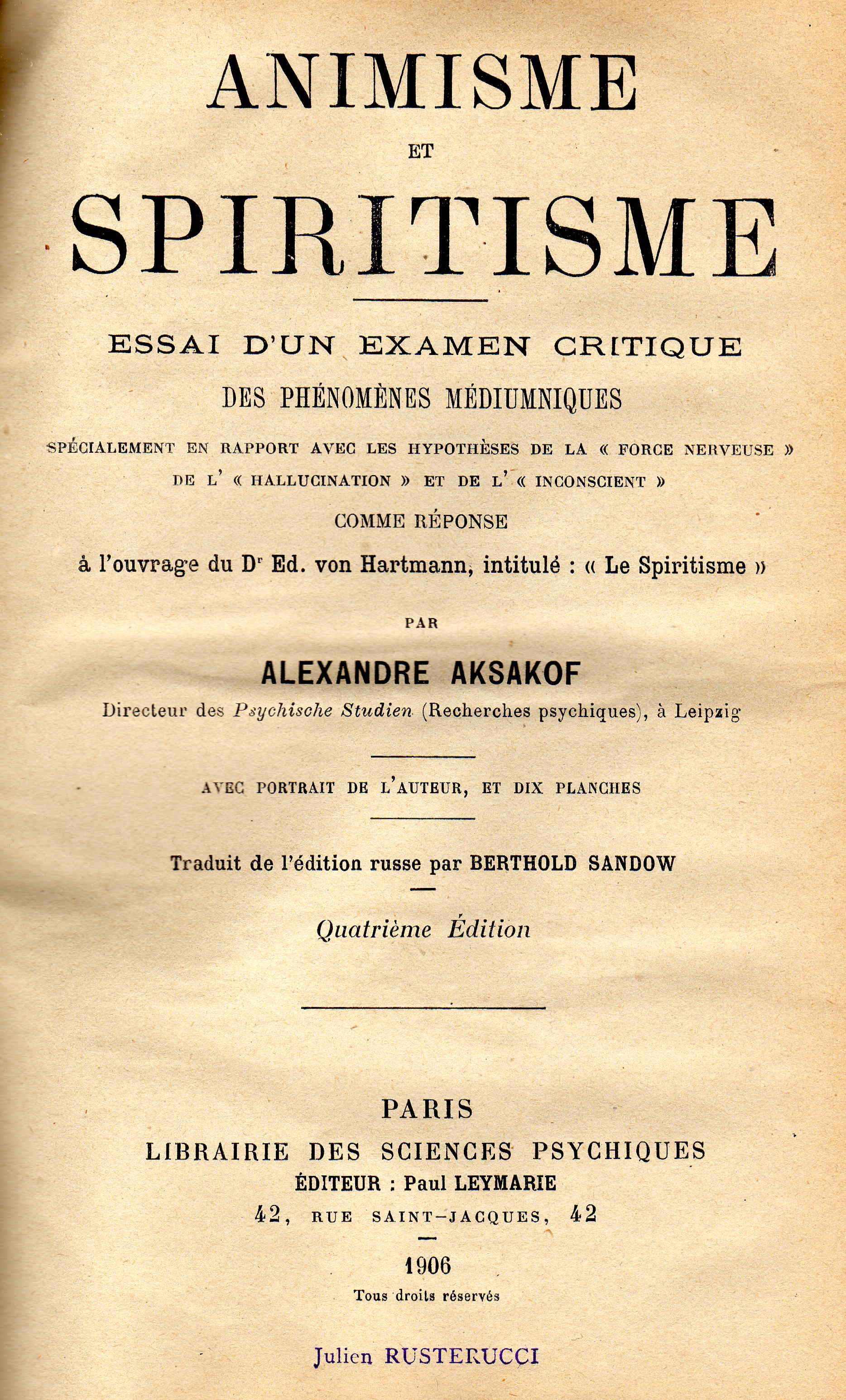
Couverture d'un ouvrage d'Alexandre Aksakof, 1906.

Aksakof conclut son ouvrage de la manière suivante :
« Au point de vue de la philosophie monistique, le spiritisme, comme phénomène et théorie, est facilement admissible; et plus que cela, il se présente même comme une nécessité, car il complète, il couronne cette conception philosophique de l'Univers, dont les progrès sont incessants et à laquelle il ne manque qu'une seule chose, la plus essentielle : la compréhension du but de l'existence des choses et de celle de l'homme en particulier. »